# 데이터 마케팅
데이터 마케팅(영어: Data marketing)이란 데이터를 활용하여 마케팅의 기획, 이행, 성과 측정까지 전 분야를 아우르는 마케팅 기법을 말한다. 최근 마케팅에 기술을 접목시킨 마테크(영어: MarTech)가 유행하며 마케팅 업계의 트렌드로 부상했다.

## 정의
데이터 마케팅은 소비자 개개인에 대한 데이터를 활용하여 실시하는 맞춤형 디지털 마케팅 기법 중 하나다. 데이터 마케팅에서는 데이터 분석을 기반으로 전략 기획에서부터 이행, 성과 측정과 같은 마케팅 수행 과정 전체를 진행한다. 제4차 산업혁명 시대가 열리며 데이터 산업 시장이 확대되고, 정보기술 분야를 포함한 광범위한 업종의 비즈니스 단계 전반에 데이터가 유입되며 확산되었다.

### 데이터의 종류
데이터 마케팅에 사용되는 데이터의 종류는 크게 두 가지로 나눌 수 있다.
내부 데이터는 고객정보 등이 담긴 CRM(Customer Relationship Management) 자료나 판매정보가 담긴 매출 등과 같이 해당 기업만 보유할 수 있는 데이터를 의미한다. 기업은 내부 데이터를 활용해 고객의 취향을 예측한 제품 및 콘텐츠를 기획하고 추천할 수 있으며, 충성 고객을 관리하고 잠재 고객을 발굴하는 등 자사만의 노하우가 담긴 마케팅 전략을 수립할 수 있다.
외부 데이터는 지역별 날씨정보, 고속도로 교통량 등과 같이 공공데이터를 비롯하여 외부에서 가져올 수 있는 자료를 의미한다. 외부 데이터에는 고객이 기업의 제품/서비스를 구매하고자 의사결정을 내리는 과정(Customer Decision Journey)이나 포털 사이트에 남기는 연관 검색어, 검색량 등과 같은 수많은 흔적 데이터도 포함된다. 외부 데이터는 시장 트렌드 및 브랜드 포지션을 확인하거나 자사 대비 경쟁사에 대한 소비자 인지도를 분석하고 고객 만족도를 측정하는 등 마케팅 전략 수행 과정 전체에서 광범위하게 사용될 수 있다.

## 특징
데이터 마케팅은 마케팅에 대한 과학적인 접근이 가능하다. 기존 마케팅은 '감'에 의존하는 기획, 마케팅 ‘성과’에 대한 불분명한 정의, 매출 외 뚜렷한 비재무적 성과 측정 지표 부족 등의 문제점을 가지고 있었다. 마케팅 수행 과정이 전적으로 마케터의 경험에 의존해 진행됐기 때문이다. 데이터 마케팅은 데이터를 기반으로 마케팅 수행 과정에 접근하기 때문에 기존 마케팅이 가지고 있던 문제점을 해결할 수 있다.

## 효과
데이터 마케팅은 키워드 검색량 트렌드나 연관 검색어 등과 같은 외부 데이터를 분석해 소비자의 니즈를 파악하고, 소비자 버즈 및 자사 SNS 채널 관련 데이터를 수집하여 기획, 이행, 성과 측정에 이르는 마케팅 전략 수행 과정 전체를 뒷받침할 수 있다.

## 사례

### 해외 사례

#### 코카콜라 컴퍼니
코카콜라 컴퍼니(이하 코카콜라)는 세계에서 가장 큰 식음료 회사로, 제일 유명한 코카콜라 외에도 환타, 스프라이트, 미닛메이드 등 500개 이상의 브랜드를 가지고 있는 글로벌 기업이다. 전세계 200개 이상 국가에 진출해있는 코카콜라는 서로 다른 특색을 가지고 있는 각 로컬 시장에서 브랜드가 살아남을 수 있도록 광범위한 데이터를 수집하고 분석한다.
코카콜라는 마케팅을 포함한 비즈니스 전반에 적극적으로 인공지능을 사용하는 기업으로 유명하다. 코카콜라는 소비자의 90% 이상이 SNS를 기반으로 구매 결정을 내리고 있다는 점에 기초해 인공지능을 이용해 소비자가 언제, 어디서, 어떻게 제품을 사용하는지 분석한다. 이를 위해 코카콜라는 SNS에서 소비자들이 자사 제품에 대해 어떤 반응을 보이는지 파악할 수 있도록 데이터를 수집/분석하는 40여 개의 ‘소셜 센터’를 구축한 바 있다. 한편 코카콜라는 인공지능을 이용한 이미지 프로세싱 기술을 사용해 맞춤형 디지털 마케팅을 진행하기도 했다. 자사 제품 사진뿐 아니라 경쟁사 제품 사진에도 이미지 프로세싱 기술을 적용해 잠재 고객을 판별하고 그에 맞춰 광고를 타겟팅했다. 이렇게 타겟이 설정된 광고는 일반 광고 4배의 조회 수를 기록했다.

## 같이 보기
- 빅데이터 마케팅
- 디지털 마케팅
- 데이터베이스 마케팅
- 인터넷 마케팅